# ぼうり
ぼうりは、和歌山県大塔村（現・田辺市大塔地区）の郷土料理。里芋（親芋）を丸ごと煮て椀に盛り付けた料理で、大塔村では餅の代わりに御節料理としても食べられていた。

## 由来
1331年、護良親王が熊野落ちの際に山伏に変装して大塔村を訪れ村人へ餅を所望したが、村には「山伏姿の者に便宜を図らないよう」との布告が出ていたこともあって、どの家でも断った。後に山伏姿の者の正体を知った村人は非礼を詫びるため正月に餅をつかず、代わりに里芋を煮込んだ「ぼうり」を食べるようになったという。
1935年に大覚寺（京都市）で護良親王の六百年忌が営まれた際に、大塔村の村人も参列して過去の非礼を詫び、600個の餅を供えて供養を行った。以降は、正月に餅をつくようにもなったが、正月に「ぼうり」を食べる文化は一部に継続している。